# Tyche

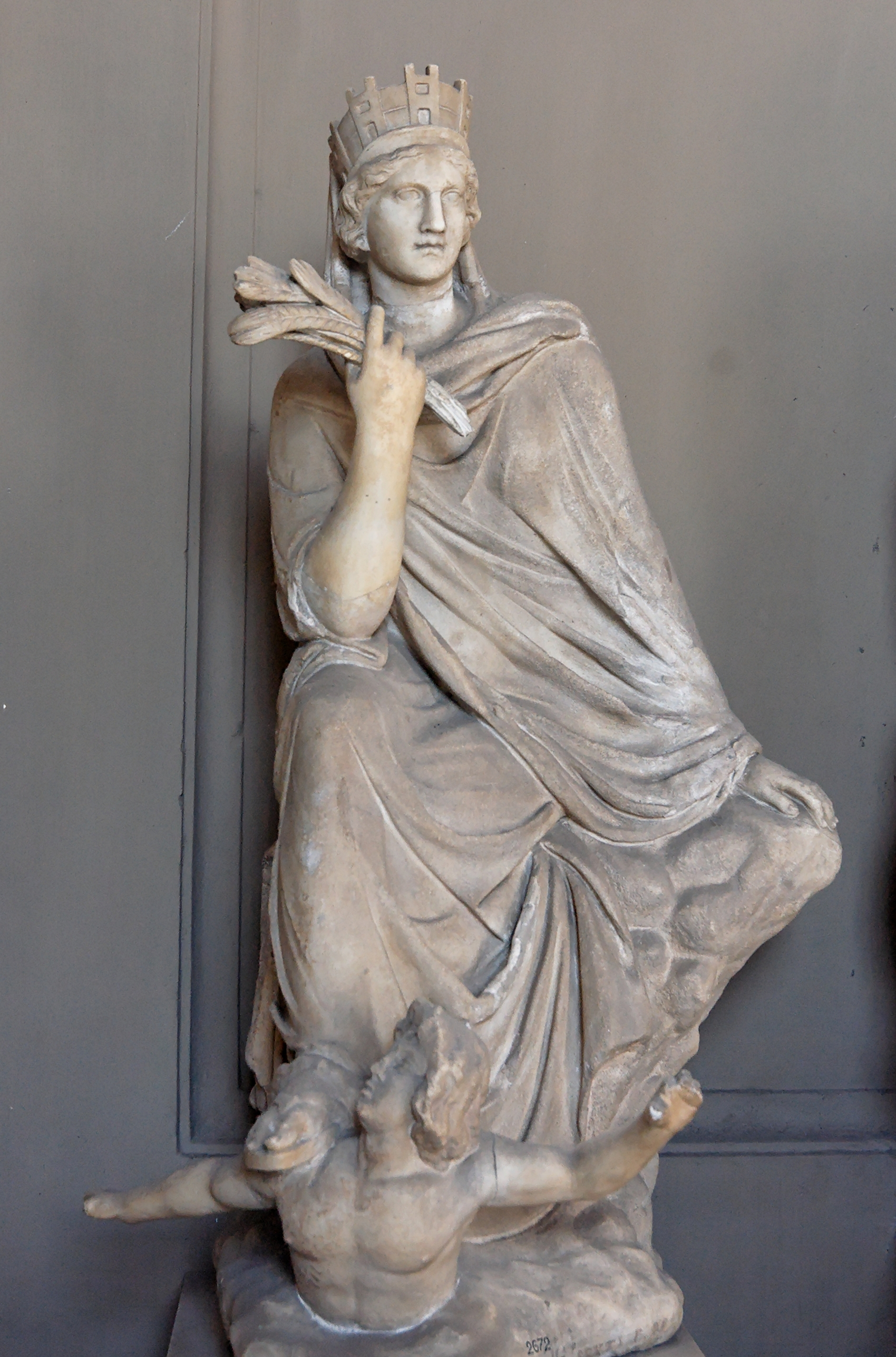
Tyche von Antiochia, ein Werk des Eutychides, im Vatikan

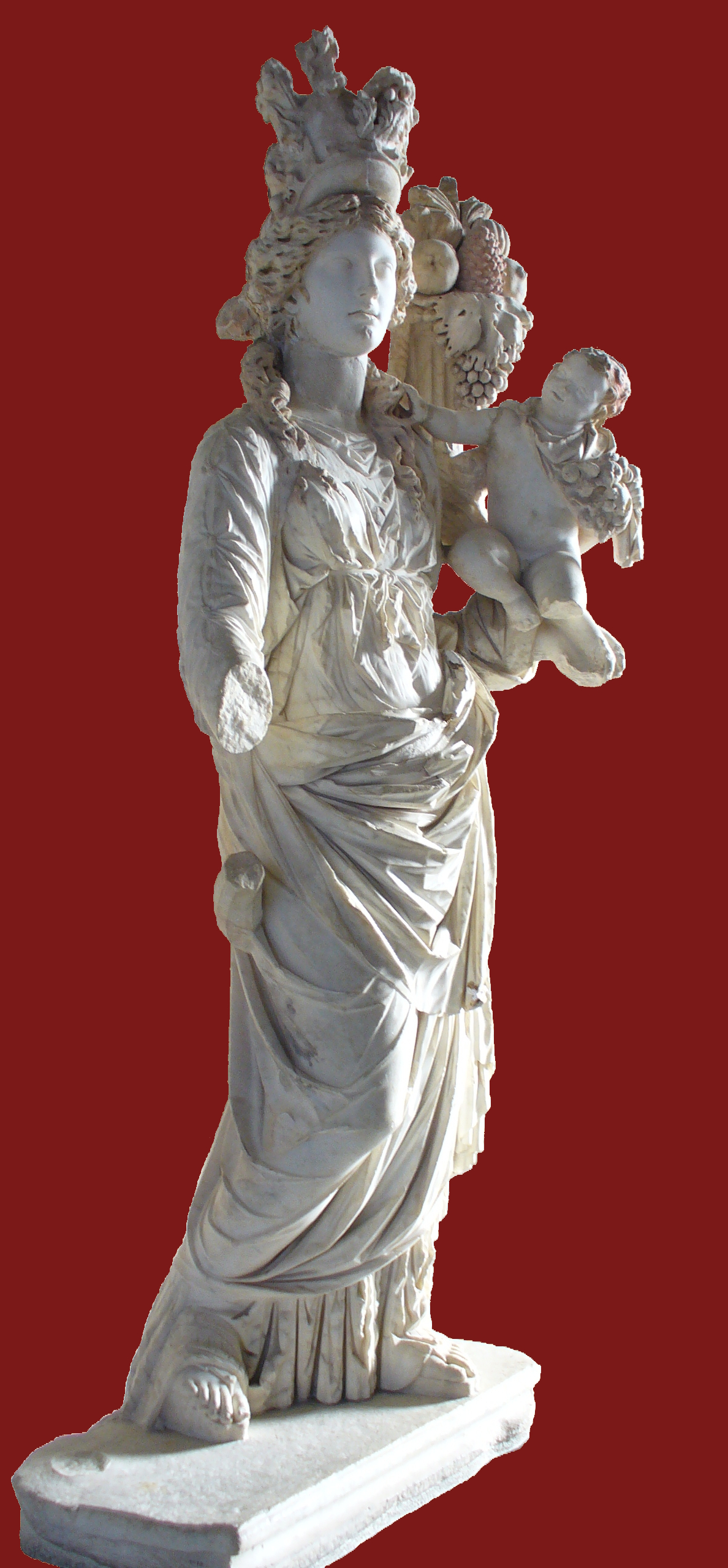
Tyche mit Plutos, 2. Jahrhundert, Archäologisches Museum Istanbul

Tyche (altgriechisch Τύχη Týchē) ist in der griechischen Mythologie die Göttin des Schicksals, der glücklichen (oder unglücklichen) Fügung und des Zufalls. Die römische Entsprechung ist die Göttin Fortuna, die germanische Entsprechung ist das abstraktere Heil.
Tyche erhöht und erniedrigt und führt launenhaft den Wechsel der Geschichte herbei, wird jedoch meist mit positiven Wendungen außerhalb der Kontrolle der überbrachten Person assoziiert. Ihre Attribute sind Füllhorn, Ruder, Flügel und ein Steuerruder auf einer Kugel oder einem Rad. Gelegentlich hält sie auch den als Knaben dargestellten Plutos, den Gott des Reichtums, im Arm.

## Geschichte
Die frühesten Erwähnungen finden sich bei Hesiod gegen 700 v. Chr. und in den Homerischen Hymnen aus der zweiten Hälfte des 6. Jahrhunderts v. Chr., die sie noch als Tochter des Okeanos und der Tethys beschreiben. Bei Pindar um 470 v. Chr. wird sie dann hingegen die Tochter des Zeus Eleutherios genannt.
Ab der zweiten Hälfte des 5. Jahrhunderts v. Chr. ist ein Kult der (Agathe) Tyche nachweisbar. Seit dieser Zeit finden sich auch verschiedene Darstellungen der Tyche mit ihren Attributen. Bekannt ist die in Antiochien gefertigte Skulptur des Bildhauers Eutychides, die die Tyche mit der Flussgottheit des Orontes, die zu ihren Füßen auftaucht, darstellt. Für Argos, Mégara, Theben und, außerhalb Griechenlands, Bupalos und Smyrna und vielleicht Elis, Korinth, Megalopolis, Sikyon wird mit Tempeln gerechnet.
Im Hellenismus wuchs ihre Verehrung, Antiochia, Alexandria und Skythopolis verehrten sie als Stadtgöttin. Die hellenistische Entwicklung der Tyche zu einer Stadtgöttin findet dann in der römischen Fortuna ihre Fortsetzung. Auch die kleinasiatischen Städte in der römischen Kaiserzeit, wie zum Beispiel Kibyra in Phrygien, Aspendos und Side in Pamphylien und Karallia in Kilikien, verehrten ihre jeweilige Tyche weiter als Schicksalsgöttin ihrer Stadt und bildeten gelegentlich stilisierte Tempel mit dem Kultbild der Tyche (Tycheion) auf den Rückseiten ihrer im lokalen Zahlungsverkehr gebräuchlichen Bronzemünzen ab.
In der antiken Alltagsverwendung des Wortes schwindet dann aber die personale Vorstellung zunehmend, so dass týchē auch „Schicksal“ und „Zufall“, „zufällige Begegnung“ bedeuten kann und schließlich sogar als eine Art Ausruf bei einem Fehler oder Versehen Verwendung findet.

## Rezeption
Goethe ließ in den 1770er Jahren in Weimar in Anspielung auf Tyche den Stein des guten Glücks errichten.
Der 1886 entdeckte Asteroid des Hauptgürtels trägt den Namen (258) Tyche.
Seit 1999 rechnet die Astronomie mit einem hypothetischen Planeten des Sonnensystems namens Tyche.